# 圣马丁勒潘
圣马丹勒潘（法語：Saint-Martin-le-Pin，法語發音：[sɛ̃ maʁtɛ̃ lə pɛ̃]）是法国多尔多涅省的一个市镇，位于该省北部，属于农特龙区。

## 地理
圣马丹勒潘（45°33'20"N, 0°36'41"E）面积15.54 平方千米，位于法国新阿基坦大区多爾多涅省，该省份为法国西南部内陆省份，是法國本土面积第三大的省，大致对应佩里戈尔地区，北起顺时针与夏朗德省、上维埃纳省、科雷兹省、洛特省、洛特-加龙省、吉倫特省和滨海夏朗德省接壤。
与圣马丹勒潘接壤的市镇（或旧市镇、城区）包括：勒布尔代、圣马夏尔德瓦莱特、农特龙、吕萨和农特罗诺、雅韦拉克和拉沙佩勒圣罗贝尔。
圣马丹勒潘的时区为UTC+01:00、UTC+02:00（夏令时）。

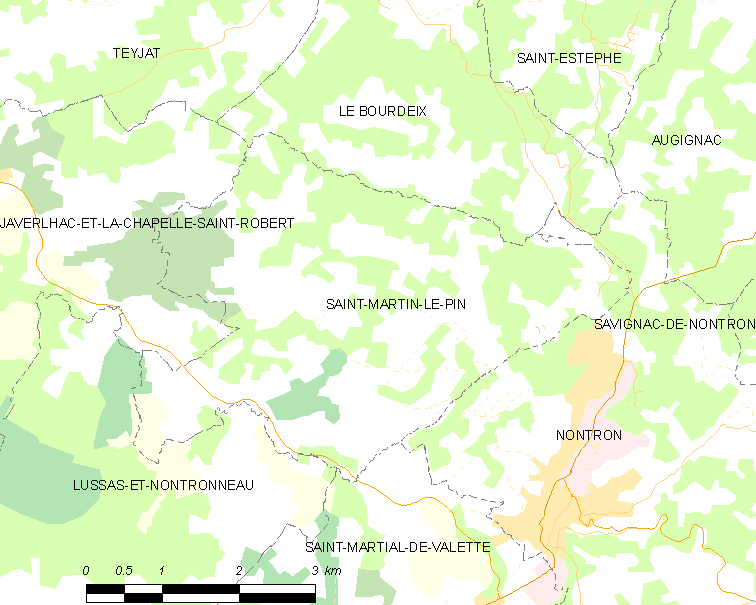
圣马丹勒潘的OSM定位图

## 行政
圣马丹勒潘的邮政编码为24300，INSEE市镇编码为24458。

## 政治
圣马丹勒潘所属的省级选区为农特龙绿色佩里戈尔县。

## 人口

1962-2008年间圣马丹勒潘人口变化图示

圣马丹勒潘于2022年1月1日时的人口数量为273人。

## 交通
多尔多涅省省道D94线经过境内。